# Дерябино (Свердловская область)
Дерябино — село в городском округе Верхотурский Свердловской области России.

## Географическое положение
Село Дерябино находится в 66 километрах (автомобильной дорогой — 76 километров) на восток-юго-востоке от города Верхотурья, на правом берегу реки Туры. В начале XX века вокруг Дерябинского села Верхотурского уезда, отстоящего от Екатеринбурга в 376 вёрст, имелось множество болот.

## История села
Датой основания села считается 1680 год. Название дано по фамилии первопоселенцев крестьян Дерябиных. «Деряба» означает драчун, забияка. 
В начале XX века главным занятием было хлебопашество, тканьё рогож, охота за птицей и зверями, и сплав леса.
Во второй половине 2000-х годов получило широкую известность благодаря сериалу «Счастливы вместе»: по сюжету героиня ситкома Евдокия (Даша) Букина (в девичестве — Банных) родом из Дерябина. Там же на протяжении всего сериала проживает её родня, а сама Букина лишь изредка наведывается в родные края.

### Христорождественская церковь
В 1704 году был построен храм, который сгорел во время пожара; вероятно, в это же время сгорел и архив храма. В 1794 году была заложена по благословенной грамоте Варлаама, архиепископа Тобольского и Сибирского, и освящена 14 января 1799 года каменная двухэтажная двухпрестольная церковь. Нижний храм освящён в честь Рождества Христова, а верхний храм — в честь Рождества пророка Иоанна Предтечи. В начале XX века в храме находился напрестольный серебряный крест стоимостью 200 рублей, пожертвованный прихожанами в память избавления государя императора Александра Николаевича от руки убийцы 25 мая 1867 года. Из более древних реликвий в храме хранились: икона святого Иоанна Богослова, по народному преданию, принесённая в Дерябинскую церковь из бывшей часовни в деревне Руднишной (часовня была разрушена в 1762—1768 годах), а также святое Евангелие 1697 года издания в бархатном переплёте, с серебряными изображениями: в центре — Воскресения Христа Спасителя, а по углам — святых Евангелистов; серебряный напрестольный крест 1789 года весом 79 золотников; оловянная дарохранительница, бывшая в употреблении до 1831 года, и купленная на Ирбитской ярмарке сребропозлачённая дарохранительница весом 90,5 золотников. В 1922 году из храма было изъято 15,7 кг серебра. Церковь действовала до 1930 года, впоследствии колокольня была снесена, а в здании размещались пожарная часть и склад. В настоящий момент идёт восстановление церкви.
Церковь имеет четверик с полуовальной апсидой, трапезную и основание колокольни по одной оси. Четверик, имеющий в завершениях северной и южной стен треугольные фронтоны, увечен малым восьмериком, поднятым на постаменте и украшенным волютками. Подобный, меньших размеров, восьмерик находится над алтарём. На углах поэтажно пилястры, на верхнем этаже пилястры уменьшаются и имеют филёнчатые пьедесталы. Мелкие сухарики располагаются в горизонтальных членениях (междуэтажных карнизах) и во фронтонах (мелкие сухарики). Окна первого этажа арочные, второго — прямоугольные с горизонтальными филёнками под ними. Здание является образцом позднего сибирского барокко с чертами классицизма.

### Серафимовская церковь
В 1914 году была построена деревянная, однопрестольная церковь, освящённая во имя преподобного Серафима Саровского. Закрыта в 1930-е годы.

## Население
| 1873 | 2002 | 2010 | 2021 |
| ---- | ---- | ---- | ---- |
| 103  | ↗404 | ↘358 | ↘311 |

## Уроженцы села
- С. А. Дерябин — советский государственный и партийный деятель, депутат Верховного Совета РСФСР.